# Агьея
Агье́я (хинди अज्ञेय, Agneya, псевд.; наст. имя — Саччидананд Хирананд Ватсьяян, хинди सच्‍चिदानन्‍द हीरानन्‍द वात्‍स्‍यायन, Sachchidananda Hirananda Vatsyayana, 7 марта 1911, деревня Кушинагар, округ Горакхпур, Соединённые провинции Агра и Ауд, Британская Индия, Британская империя — 4 апреля 1987, Дели, Индия) — индийский поэт, прозаик, журналист, переводчик и преподаватель.

## Биография
Родился Саччидананд 7 марта 1911 года в походной палатке в деревне Кушинагар в Объединённых провинциях Агры и Ауда в составе Британской Индии (сейчас на территории индийского штата Уттар-Прадеш). Его отец — археолог и специалист по санскриту — в это время производил там раскопки. Детство будущего писателя прошло в поездках по различным городам и местностям, куда его отца приводили научные изыскания.
Получил среднее образование в Христианском колледже в Мадрасе. Затем учился в Христианском колледже Формана в Лахоре, где в 1929 году получил степень бакалавра технических наук. Поступил в магистратуру английской литературы, но не смог продолжить учёбу из-за участия в подпольном движение за национальную независимость. В ноябре 1930 года он был арестован и 3,5 года (1930—1933) провёл в тюрьмах Дели и Пенджаба. Затем находился два года под домашним арестом. Впоследствии эти события нашли отражение в автобиографической трилогии «Шекхар». В 1936 году редактировал журналы «Sainik» (в Агре) и «Vishal Bharat» (в Калькутте). В то же время становится членом Ассоциации прогрессивных писателей, а в начале войны с Германией в 1941 году присоединяется к антифашистскому фронту. В 1943 году вступает добровольцем в Индийскую союзную армию (воевала против японцев), в рядах которой находился до 1946 года.
В 1947 году редактировал литературные журналы «Prateek» (в Аллахабаде) и англоязычный «Vak» в 1951 году. Много путешествовал по Индии и за рубежом. В период между 1961 и 1964 читал лекции в Калифорнийском университете в Беркли. Вернувшись в Индию в 1965 году, основал еженедельный литературный журнал «Dinaman», возглавлял который до 1968 года, после чего отправился в поездку по Европе. В 1969 году вернулся в Беркли и читал там лекции до июня следующего года. В 1973 году редактировал журнал «Naya Prateek» (в Дели), затем около года — еженедельник, издаваемый Дж. Нараяном. В 1976 году восемь месяцев читал лекции в Гейдельбергском университете, а позже стал профессором в Джодхпурском университете (в штате Раджастхан), где возглавил отделение сравнительного литературоведения. В 1977—1980 был главным редактором ежедневной газеты «Navbharat Times».
Умер 4 апреля 1987 года в Дели.

## Творчество
Дебютировал в 1933 году под псевдонимом «Агьея» (рус. Непостижимый) поэтическим сборником «Сражённый вестник». Считается пионером модернистских веяний в индийской литературе XX века и на языке хинди, в частности. В 1943 году под его редакцией вышла антология из семи поэм семи поэтов под названием «Taar Saptak» (рус. Точный септет), которым провозгласил начало нового литературного направления «экспериментализм» (хинди prayogvaad). Его перу принадлежат 16 сборников поэзии, 3 романа, путевые заметки, несколько сборников рассказов и эссе.
Переводил на английский язык как собственные работы, так и произведения других индийских авторов. Также перевёл на хинди некоторые творения мировой литературы (например, танка Мацуо Басё).

### Поэтические сборники
- «Побеждённый вестник» (хинди भग्नदूत, Bhagnadūt, 1933)
- «Размышление» (хинди चिन्ता, Cintā, 1942)
- «Довольно» (хинди इत्यलम्, Ityalam, 1946)
- «На миг на зелёной траве» (хинди हरी घास पर क्षण भर, Harī ghās par kşaņ-bhar, 1949)
- «Безумный охотник» (хинди बावरा अहेरी, Bāvrā aherī, 1954)
- «Эти растоптанные радуги» (хинди इन्द्र-धनु रौंदे हुए थे, Indra-dhanu raunde huye ye, 1957)
- «Ari O’Karuņā Prabhāmay» (хинди अरी ओ करुणा प्रभामय, 1959)
- «Дверь поперёк двора» (хинди आंगन के पार द्वार, Āńgan ke pār dvār, 1961)
- «Золотые водоросли» (хинди सुनहले शैवाल, Sunahale śaivāl, 1965)
- «Пред-» (хинди पूर्वा, Purvā, 1965) — переиздание сборников «Довольно» и «На миг на зелёной траве»
- «Столько раз и столько лодок» (хинди कितनी नावों में कितनी बार, Kitni nāvoń meń kitni bār, 1965)
- «Потому что я знаю его» (хинди क्योंकि मैं उसे जानता हूँ, Kyońki maiñ usei jāntā hūń, 1969)
- «Морские настроения» (хинди सागर-मुद्रा, Sāgar-mudrā, 1970)
- «Сперва я плету безразличие» (хинди पहले मैं सन्नाटा बुनता हूँ, Pahale maiń sannāţā buntā hūń, 1973)
- «Под Великим Деревом» (хинди महावृक्ष के नीचे, Mahāvŗkşa ke Nīce, 1977)
- «Тень на излучине реки» (хинди नदी की बाँक पर छाया, Nadī ke Bānk par Chāyā, 1982)

## Романы
- «Шекхар» (т.1-2, хинди शेखर, Śekhara-ek-Jīvni, 1941—1944; 3-й том неопубликован)
- «Острова на реке» (хинди नदी के द्वीप, Nadī ke dvīp, 1951)
- «Каждому свой незнакомец» (хинди अपने अपने अजनबी, Apne-apne ajnabī, 1961)

## Сборники рассказов
- «Заблудившаяся» (хинди विपथगा, Vipathagā, 1937)
- «Традиция» (хинди परंपरा, Paramparā, 1944)
- «Беженцы» (хинди शरणार्थी, Şaranarthi, 1948)

## Премии
Агьея был удостоен многих национальных и международных литературных премий. Среди наиболее значительных:
- Премия Индийской Национальной Академии литературы «Sahitya Akademi» (1964) за поэтический сборник «Дверь поперёк двора».
- Премия «Джнянпитх» (1978) за сборник «Столько раз и столько лодок»[5]
- Премия «Золотой венец» (1983) за поэзию